# Мляко с ориз
Мляко с ориз, наричано още сутлияш или сутляш (от турски: sütlaç), е ястие, приготвяно от ориз, сварен с вода или мляко, и други съставки като канела и стафиди. Най-често (но невинаги) се сервира като десерт. Когато е десерт, най-често се подслажда със захар. Този тип десерт се среща на много континенти, особено Азия, където оризът е основна суровина.

## Начин на приготвяне
Прясното мляко и оризът се варят поотделно, след което се смесват, добавя се захар и се доварява на бавен огън с непрекъснато бъркане. Когато сутляшът е готов, се изсипва в купички и се поръсва с канела. При желание може да се добави екстракт от ванилия и плодове.

## Галерия
- Индийският вариант на млякото с ориз се нарича фирни.
- Аржентински ароз кон лече.
- Оризов пудинг от Португалия.
- Пулут хитанг, сервиран в малайзийски ресторант.